# 江蘇省政府 (中華民國)
江蘇省政府是中華民國南京國民政府在江蘇省的最高地方行政機關。自民國16年（1927年）11月1日南京國民政府改組江蘇省政務委員會為江蘇省政府開始，到民國39年（1950年）5月撤出嵊泗列島為止，前後歷時24年。

## 歷史沿革
民國16年（1927年）4月18日，蔣中正在南京另立國民政府，接著又相繼组建了蘇、浙、皖、閩、黔、滬、京（南京）等省和特別市的政府機構。4月26日，南京國民政府下令改組江蘇省政務委員會，取消主席制，從委員中推選5人為常務委員，下設民政、財政、教育、建設、農工、司法、軍事7廳；同時裁撤臨時省政委員會、臨時軍事委員會、臨時財政委員會。10月28日，南京國民政府第11次常務會議議決，將江蘇省政務委員會改組為江蘇省政府委員會。11月1日，江蘇省政府在南京湖南路正式成立，下設民政、財政等廳。
民國二十六年（1937年），因日軍入侵，國民政府於11月26日令改組江蘇省政府委員會。12月，日軍攻陷江蘇全省，江蘇省政府成為地方流亡政府。民國34年（1945年）8月，抗戰結束，江蘇省政府恢復其行政管轄區域。10月26日，國民政府下令改組江蘇省政府。民國37年（1948年）9月1日，再改組江蘇省政府。民國38年（1949年），因中共解放軍進入蘇南，江蘇省政府遷往崇明、嵊泗一帶。江蘇省政府的行政機構，隨著民國39年（1950年）隨著國軍撤離嵊泗而消亡。
江蘇省政府改組換屆達十一次之多。省主席和委員的任職是沒有固定任期，有的最長任期達五年多，有的只有幾個月的時間。由行政院提名9至15人為省政府委員會委員，並於其中指定一人為省主席，和各廳、處長人選報請國民政府明令任命。省政府委員、主席、廳、處級，均為簡任一級。

## 省政府駐地
江蘇省政府成立初期，以江寧縣（今南京市）為省會。民國16年（1927年）7月27日，南京成立特別市，為國民政府所在地，不再受江蘇管轄，但江蘇省會依舊寄治南京；直到民國18年（1929年）二月，江蘇省會自南京移至鎮江縣。
民國26年（1937年）抗戰爆發不久，江蘇省境大部分淪陷。11月，省會暫遷至江都縣；12月，再遷至淮陰縣；民國28年（1939年）3月，再遷至興化縣；民國三十年（1941年）4月，因日軍入侵，省政府遷至淮安縣車橋，韩德勤在此主持修建了车桥机场；民國32年（1943年）10月，省政府暫遷安徽省太和縣辦公；民國三十三年（1944年）省政府暫遷安徽省阜陽縣李寨辦公。
民國34年（1945年）抗戰勝利後，江蘇省政府於9月遷回鎮江縣，民國38年（1949年）4月23日中共解放軍進入鎮江縣，江蘇省政府遷至崇明縣。6月又遷至嵊泗列島（1949年9月3日改置為嵊泗縣）。

## 特设机构
抗日戰爭期間，民國32年（1943年）1月28日設置江南行政公署（一作1939年1月1日置），行署駐今安徽省黃山市屯溪區附近的梅林，代行江蘇省政府職權，管理長江以南地區；2月16日設置徐州行政公署（一作1939年3月4日置），行署駐地不詳，代行江蘇省政府職權，管理長江以北地區；12月，又以長江以北鹽城、寶應以東地方設置江蘇特別行政區，直隸重慶國民政府。民國34年（1945年）抗戰勝利後，於9月裁撤各行署。

## 江蘇省政府主席
1. 鈕永建（1927年4月－1930年3月）
2. 葉楚傖（1930年3月14日－1931年）
3. 顧祝同（1931年9月－1933年10月3日）
4. 陳果夫（1933年10月3日－1937年11月26日）
5. 顧祝同（兼代省主席，1937年11月26日－）
6. 韓德勤（兼代省主席，1938年5月－1945年1月2日）
7. 王懋功（1945年1月2日－1948年9月1日）
8. 丁治磐（1948年9月1日－1950年5月）